# Goșmani, Neamț
Goșmani (în trecut, Bârcu-Goșmani) este un sat în comuna Români din județul Neamț, Moldova, România.

## Așezare
Satul se afla in Modova, in SE judetului Neamt,la 13 km de orasul Buhusi,20km de orasul Roman si 28km de orasul Piatra Neamt.

## Domenii de activitate
1.Agricultura;
2.Cresterea animalelor;
3.Vanatul si piscicultura.

## Demografie
Conform recensamantului din anul 2011,populatia satului Gosmani se ridica la numarul de 960 de locuitori.Majoritatea locuitorilor sunt romani(98,3%),minoritatile ocupand un procent de (1,8%).Pentru 0.9% din populatie apartenenta etnica este necunoscuta.Din punct de vedere confesional,majoritatea locuitorilor sunt ortodocsi(99.1%),cu o minoritate de romano-catolici de ( 0.4%), iar restul de 0.5% au o apartenenta confesionala necunoscuta.

## Monumente istorice
Unul dintre cele mai importante monumente istorice din acest sat este Muzeul Satului(in trecut fiind o scoala).In acest muzeu sunt expuse foarte multe unelte pe care taranii le foloseau la munca in gospodarie ,dar si la munca de pe camp.De asemenea sunt expuse costume populare autentice,dar si un razboi de tesut si o caruta de lemn.Acest muzeu este unul foarte special, deoarece a fost construit de Alexandru I. Cuza,dupa ce a trecut prin sat in anul 1859.